# Borgarbyggð
Borgarbyggð est une municipalité située sur la côte ouest de l'Islande. Elle est née de la fusion en 2006 des municipalités de Borgarfjarðarsveit, Hvítársíðuhrepp, Kolbeinsstaðahrepp et Skorradalshrepp.

## Démographie
Évolution de la population :
2011: 3 476 
2022: 3 868

## Jumelages
La ville de Borgarbyggð est jumelée avec :
- Ullensaker (Danemark)
- Falkenberg (Suède)
- Odsherred (Danemark)
- Eystur (Îles Féroé)